# Икономика на Литва
Въпреки приемането на Литва в ЕС, нейните основни търговски партньори си остават съседните ѝ страни и по-специално Русия. Чуждестранните инвестиции до голяма степен спомагат за откъсването и възстановяването от статута на социалистическа република с планово стопанство в близкото минало. Настъпилата световна финансова криза през 2008 г. причинява спад на БВП година по-късно, възлизащ на 15%. Така заедно с другите две балтийски държави, се нарежда на първите места по дълбока рецесия. В същото време безработицата се покачва с бързи темпове, като за 2012 г. се изчислява на 15,7 %. Въпреки това, някои предприети мерки от страна на правителството в т.ч. привличане на чуждестранни инвестиции, стимулиране на износа и икономически реформи спомагат за бързото възстановяване и превръшането на Литва в една от най-бързо развиващите се страни в ЕС понастоящем.

## Общ преглед
В исторически аспект от статута си на най-голямата държава в Европа през 16 век, Литва става част от Русия през 1795 г., докато не получава своята независимост след Първата световна война (1918 г.). В периода на самостоятелна държава до 1939 г., въпреки липсата на природни ресурси, тя постига забележителен икономически напредък, главно дължащ се на селскостопанската активност на населението и приоритетните си взаимоотношения със Западния свят (най-вече Германия, Великобритания и Скандинавските страни).
По време на комунистическия режим (1944-1991) икономиката на страната е изцяло контролирана от правителството, а индивидуалната инициатива е забранена. След падането на Желязната завеса и завоюването на своята независимост, балтийската държава се превръща в регионален модел за прилагане на либерализационни мерки и програми.
С разпадането на СССР, северната държава губи своя основен пазар в лицето на Русия, което води до срив в търговския ѝ баланс. Изчисленията показват, че спадът на БВП през този период възлиза на 40%. Преходът към пазарна икономика налага радикални реформи чрез икономическа либерализация, макроикономическа стабилизация и приватизация. Ликвидирани са колективните стопанства и е предприета реформа, целяща връщането на земята на нейните собственици. Само през 1997 г. са продадени 200 държавно контролирани предприятия на частни инвеститори, а през 2000 г. вече 2/3 от икономиката на Литва са в частни ръце. Сред най-крупните инвеститори се нареждат компании като Amber Consortium (Швеция, Финландия), Motorola (САЩ), Philip Morris (САЩ), SEB (Швеция), Williams, Inc.(САЩ), Royal Dutch Shell (Холандия) и Coca-Cola (САЩ). Първенец по влагане на капитали е САЩ с 18% дял от всички ПЧИ в страната.
По икономическа свобода Литва се нарежда на 22-ро място в света със своя резултат от 72,1 пункта. Усилията на правителството за подобряване на бизнес средата създават гъвкав и стабилен частен сектор, който претърпява бурно развитие в последните години. Условията за стартиране на икономическа дейност са опростени, като същевременно са създаденйи условия за отворен пазар, който стимулира търговията и притока на чуждестранни инвестиции.

## Монетарна и фискална политика
Литасът е въведен като нова официална парична единица в Литва на 25 юни, 1993 г., като оттогава е стабилен, поддържайки курс 4 към 1 щатски долар.
Правителството на Литва отбелязва значителен напредък в плановете да се сведат държавните разходи до нивото на приходите в хазната. ДОО варира между 18 и 33 %, корпоративният данък е 29% (с някои отстъпки при определени условия), ДДС е 18%, а акцизни стоки са цигарите, алкохолът, петролът, мебелите, бижутерията, земята и трансакциите. Въпреки голямата тежест на някои от налозите, не са предприети мерки за тяхното намаляване, което рефлектира в укриването на данъци, увеличаването на корупцията и стимулиране на сивата икономика.

## Структура на икономиката

### Индустрия
Индустриалният сектор в Литва през 1991 г. заема 51,3 % от БВП, сравнено с 28,4 през 2012 г. Основните дялове включват енергетика, химикали, производвство на машини, метали, електроника, дървен материал, строителство и ремонт на кораби. Също така в Клайпеда е развито корабостроенето. В страната има добре развито производство на цимент, както и петролна рафинерия с годишен капацитет от 11 млн. тона нефт. Електрическата енергия се произвежда главно чрез водно и топлоелектрически централи, както и чрез АЕЦ „Игналина“.

### Земеделие
Земеделието заема дял, равняващ се на 24% от БВП през 1992 г., сравнено с 3,3 % през 2012 г. След значителните реформи, проведени след 1991 г., целящи да възобновят частния сектор и частната собственост, земеделското производство спада с 50 % до 1994 г. Един от проблемите, допринесли за това е разделянето на земята на малки парцели (средно 8,8 хектара), което често се оказва недостатъчно за икономически обоснована обработка на земята. Традиционно отглеждани култури са житото, картофи, лен, захарно цвекло.

### Енергетика
Литва е бедна на ресурси и е силно зависима от тези, внасяни от Русия за производство на енергия, което задушава нейната индустрия. Производството на електричество е крайно неефективно по световните стандарти.
В балтийската държава има големи производствени предприятия за рафиниране на нефт. С чуждестранно финансиране е модернизирано транспортното и складово съоръжение в Бутинге, позволяващо по-интензивна утилизация.
Осъществява се износ на химически и петролни продукти, но единствените по-значителни индустриални продукти за експорт са глина, варовик, чакъл и пясък.

## Външна търговия
Заради намаленото външно търсене, износът на Литва се забавя през 2012 г., но въпреки това остава стабилен, най-вече заради високият темп на експорт на земеделски и петролни продукти. При реекспортът също се отчита спад предимно заради намаленото вътрешно търсене в Русия, която е основен партньор на балтийската държава. Данните за януари – февруари 2013 г. сочат, че има влошаване на показателите при почти всички групи стоки – в т.ч. съоръжения и екипировка, машини и метали. Селскостопанските и нефтените продукти са ключови фактори, допринасящи за повече от 90% от растежа в износа на Литва за периода януари-февруари 2013 г.